# Eriothrix accolus
Eriothrix accolus är en tvåvingeart som beskrevs av Kolomiets 1967. Eriothrix accolus ingår i släktet Eriothrix och familjen parasitflugor. Inga underarter finns listade i Catalogue of Life.